# Danuta Majewska
Danuta Majewska, z domu Graizarek (ur. 17 czerwca 1955 w Złotoryi, zm. 30 października 2015) – polska lekkoatletka, specjalistka rzutu dyskiem, czterokrotna mistrzyni Polski.

## Kariera
Zdobyła mistrzostwo Polski w rzucie dyskiem w 1979, 1980, 1981 i 1983, a także brązowe medale w 1973 i 1982.
Startowała w finałach Pucharu Europy. W Turynie (1979) zajęła 7. miejsce, w Zagrzebiu (1981) – 6. miejsce, a w Londynie (1983) – 7. miejsce.
Rekordy życiowe:
| Konkurencja    | Data i miejsce          | Wynik |
| -------------- | ----------------------- | ----- |
| pchnięcie kulą | 18 maja 1980, Lublin    | 15,03 |
| rzut dyskiem   | 18 czerwca 1983, Lublin | 61,06 |

Przez większość kariery była zawodniczką Śląska Wrocław.